# Bukovce
Bukovce es un municipio del distrito de Stropkov en la región de Prešov, Eslovaquia, con una población estimada a final del año 2024 de 554 habitantes.
Se encuentra ubicado al noreste de la región, cerca del río Ondava (cuenca hidrográfica del río Tisza) y de la frontera con  Polonia.

## Demografía
| Año        | 1994 | 2004     | 2014    | 2024    |
| ---------- | ---- | -------- | ------- | ------- |
| Población  | 489  | 562      | 535     | 554     |
| Diferencia |      | +14,92 % | −4,80 % | +3,55 % |

| Año        | 2023 | 2024    |
| ---------- | ---- | ------- |
| Población  | 550  | 554     |
| Diferencia |      | +0,72 % |